# Anthony McFarland Jr.
Anthony McFarland Jr. (Hyattsville, 4 marzo 1999) è un giocatore di football americano statunitense che milita nel ruolo di running back per i Pittsburgh Steelers della National Football League (NFL).

## Carriera professionistica

### Pittsburgh Steelers
McFarland al college giocò a football nei Maryland Terrapins dal 2017 al 2019. Fu scelto dai Pittsburgh Steelers nel corso del quarto giro (124º assoluto) del Draft NFL 2020. Debuttò come professionista scendendo in campo nel secondo turno contro gli Houston Texans correndo 42 yard nella vittoria per 28-21. La sua stagione da rookie si concluse con 113 yard corse in 11 presenze, nessuna delle quali come titolare.